# Tioszulfát

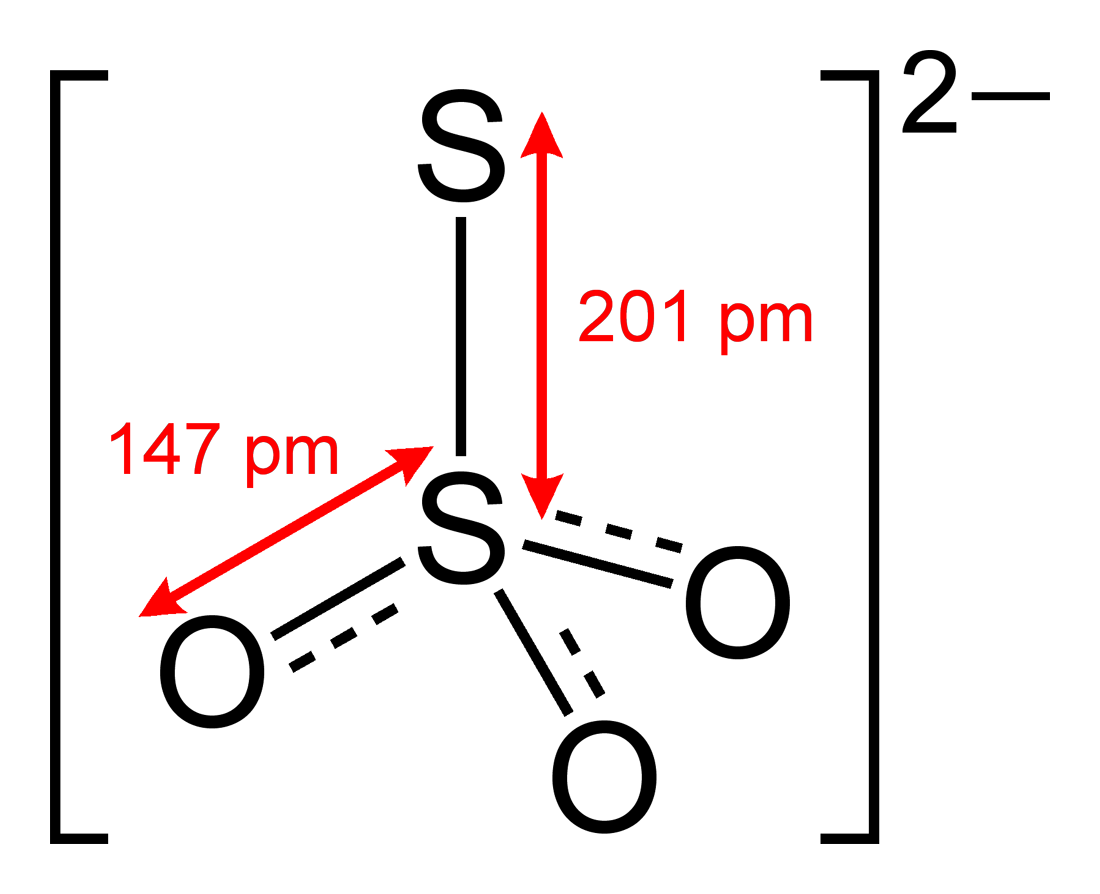
A tioszulfát anion szerkezete

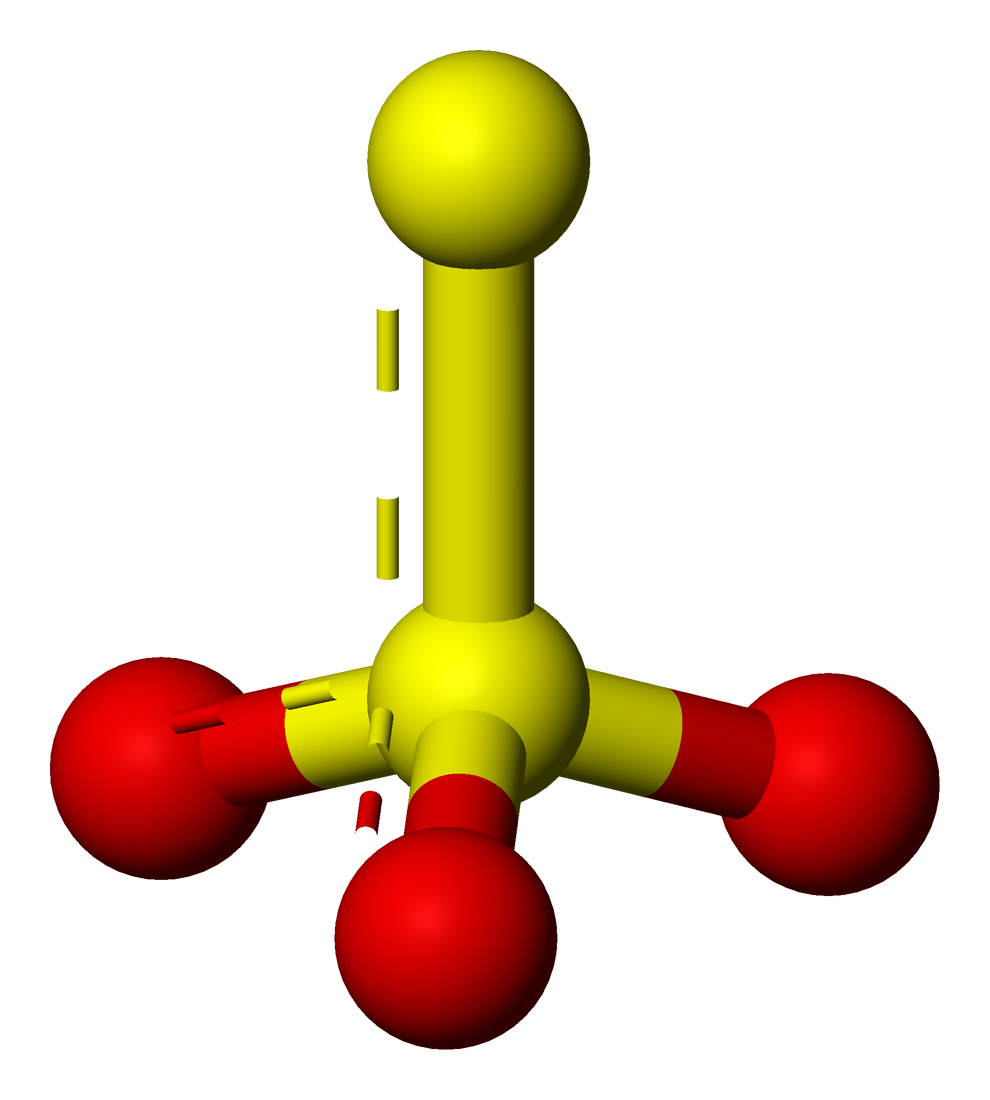
A tioszulfát anion gömb és pálcika modellje

A tioszulfátion (INN-név: thiosulfate) (S2O2−3) a kén egyik oxoanionja, forrásban levő vízben keletkezik szulfitionok és kén reakciójában. Tioszulfát a természetben meleg forrásokban és gejzírekben fordul elő, egyes biokémiai folyamatok eredményeként. A vizet azonnal klórmentesíti, ezen alapul jelentős felhasználása a papíriparban, ahol a fehérítés megállítására használják. A tioszulfátot felhasználják továbbá ezüstércek olvasztásánál, bőrtermékek gyártása során, és textíliákon a festék megkötésére. A nátrium-tioszulfátot a fényképészetben elterjedten használták a fekete-fehér negatívok és papírképek előhívás utáni fixálására. A modern, „gyors” fixáláshoz ammónium-tioszulfátot alkalmaznak, mivel ez 3-4-szer gyorsabban hat.
A tioszulfátok csak semleges vagy lúgos oldatokban stabilak, savas oldatban kén és kén-dioxid képződése közben bomlanak:
S2O2−3(aq) + 2 H+(aq) → SO2(g) + S(s) + H2O(l)
A tioszulfátok a halogénekkel különböző módon reagálnak, ami a halogének csoporton belül lefelé csökkenő oxidálóképességének tulajdonítható:
2 S2O2−3(aq) + I2(aq) → S4O2−6(aq) + 2 I−(aq)
S2O2−3(aq) + 4 Br2(aq) + 5 H2O(l) → 2 SO2−4(aq) + 8 Br−(aq) + 10 H+(aq)
S2O2−3(aq) + 4 Cl2(aq) + 5 H2O(l) → 2 SO2−4(aq) + 8 Cl−(aq) + 10 H+(aq)
A tioszulfát a fémeket gyorsan korrodálja, az acél és a rozsdamentes acél különösen érzékeny a tioszulfát által okozott pontkorrózióra. A rozsdamentes acélhoz molibdént kell adagolni, hogy a pontkorrózióval szemben ellenállóbbá váljon (AISI 316L hMo). Tioszulfátok gyakran keletkeznek a szulfidok tökéletlen oxidációja (pirit pörkölése) vagy szulfátok részleges redukciója során (kraftpapír).
A tioszulfátok természetes előfordulása gyakorlatilag a ritka sidpietersit ásványra (Pb4(S2O3)O2(OH)2) korlátozódik, mivel a bazhenovit ásványban való előfordulását az utóbbi időben vitatják.
Az orvosi gyakorlatban a tioszulfátokat ciánmérgezés ellen adják, mert hatására a cianid gyorsan kiürülő tiocianáttá (rodaniddá) alakul át. ATC-kódja V03AB06.

## Fordítás
- Ez a szócikk részben vagy egészben a Thiosulfate című angol Wikipédia-szócikk ezen változatának fordításán alapul.  Az eredeti cikk szerkesztőit annak laptörténete sorolja fel. Ez a jelzés csupán a megfogalmazás eredetét és a szerzői jogokat jelzi, nem szolgál a cikkben szereplő információk forrásmegjelöléseként.